# WoWWiki
WoWWiki ist ein großes englischsprachiges Wiki, das sich mit Themen rund um das Warcraft-Universum, besonders dem MMORPG World of Warcraft, befasst. Es wurde unter anderem „bekannteste MMO-Wiki“ („best-known MMO wiki“), und „die Mutter aller WoW-Informations-Quellen“ („the mother of all WoW informational sources“) genannt. Das WoWWiki läuft unter MediaWiki und ist ein Mitglied des Wikia-Netzwerkes.

## Entwicklung
WoWWiki.com wurde am 24. November 2004 als Quelle für Informationen bezüglich World of Warcraft und dessen UI-Modifikationen gegründet. Seitdem hat sich das Wiki so erweitert, dass es heute das gesamte Warcraft-Universum, inklusive der Echtzeit-Strategiespiele, Romane, Mangas, Pen-&-Paper-Versionen und allen anderen Ablegern, abdeckt.
Im Mai 2007 wurde bekannt gegeben, dass WoWWiki sich dem Wikia-Netzwerk anschließt. Im September 2009 war das WoWWiki das größte Wiki des Netzwerkes, was sich aber nach dem Anschluss der LyricWiki zu dessen Gunsten änderte.
Zudem ist es World-of-Warcraft-Spielern dank eines Add-ons möglich, die Seite während des Spielens abzurufen.

### Wowpedia
Aufgrund von unverträglichen Problemen zwischen WoWWiki und dem Wikia-Netzwerk plante die WoWWiki-Administration Ende Oktober 2010 das Wikia-Netzwerk wieder zu verlassen. Aufgrund der „policy“ des Wikia-Netzwerks ist es der Administration jedoch unmöglich, die Seite wieder zu entfernen, weswegen sie eine Kopie unter dem neuen Namen Wowpedia erstellten, die das WoWWiki mittlerweile in Sachen Artikelanzahl überholt hat. Der Server für die Kopie wird vom Online-Anbieter Curse, Inc. bereitgestellt.